# Strážov (geomorfologická část)
Strážov je rozsáhlou geomorfologickou částí Zliechovskej hornatiny.  Nejvyšším vrcholem je 1313,3 m n. m. vysoký stejnojmenný vrch, který je dominantou celých Strážovských vrchů. 

## Vymezení
Území zabírá severní část podcelku Zliechovská hornatina, ale zároveň celých Strážovských vrchů. Ze severu je Strážov ohraničený Rajeckou dolinou a Domanižskou kotlinou, které patří do Žilinské kotliny, následují Súľovské skály (podcelek Súľovských vrchů) a Podmanínska pahorkatina (podcelek Považského podolia). Západním směrem navazuje Trenčianska vrchovina (podcelek Strážovských vrchů) s částmi Butkovská brázda, Teplická vrchovina a Porubská brázda. Jižním směrem pokračují části Zliechovskej hornatiny, Belianská vrchovina, Zliechovská kotlina, Čičmanská kotlina a Javorinka. Údolí Rajčanky na východě odděluje geomorfologické část Lúčanské Malé Fatry, Kľak. 

## Ochrana území
Velká část území Strážova je součástí Chráněné krajinné oblasti Strážovské vrchy. Zvláště chráněnou oblastí je národní přírodní rezervace Strážov. 

## Turismus
Tato část Strážovských vrchů je turisticky atraktivní, což platí zejména pro okolí vrchu Strážov. Oblast je vybavena sítí značených turistických stezek, spojujících atraktivní lokality regionu. 

### Turistické trasy
- po  červené značce ( E8 a Cesta hrdinů SNP ) z obce Horná Poruba přes Strážov a Čičmany do Fačkovského sedla
- po  modré značce z Fačkova do Domaniže
- po  modré značce ze Zliechova do Trstie
- po  zelené značce z Trstie do Zliechova
- po  zelené značce z Pružiny přes Hrubou Kečku do rozcestí pod Strážovom